# XII. Benedek pápa
XII. Benedek (Saverdun, 1280 – Avignon, 1342. április 25.) néven lépett Szent Péter trónjára a katolikus egyház történetének 197. pápája. Ő volt a harmadik avignoni egyházfő. Benedek avignoni elődjeitől több szempontból is elütött. Egyrészt őt már olyan konklávé választotta meg, ahol a francia bíborosok abszolút többségben voltak. Benedek tehát vitathatatlanul a francia király támogatója volt. Emellett a ciszterci szerzetesként induló egyházfő jellemben és uralkodói képességekben is messze elmaradt a korábbi francia befolyásoltságú pápáktól. A krónikák nagyrészt jelentéktelen egyházfőként írnak róla, aki hiába próbált szembeszállni IV. Lajos, német-római császárral, és függetlenségét is hiába próbálta kiharcolni a francia udvarral szemben.

## Élete az avignoni trón előtt
Jacques Fournier néven látta meg a napvilágot a Toulouse-hoz közeli Saverdun városában 1280 körül. A szerény családi háttérrel rendelkező Jacques korai életútjáról nem sok adat maradt fenn a krónikákban. 

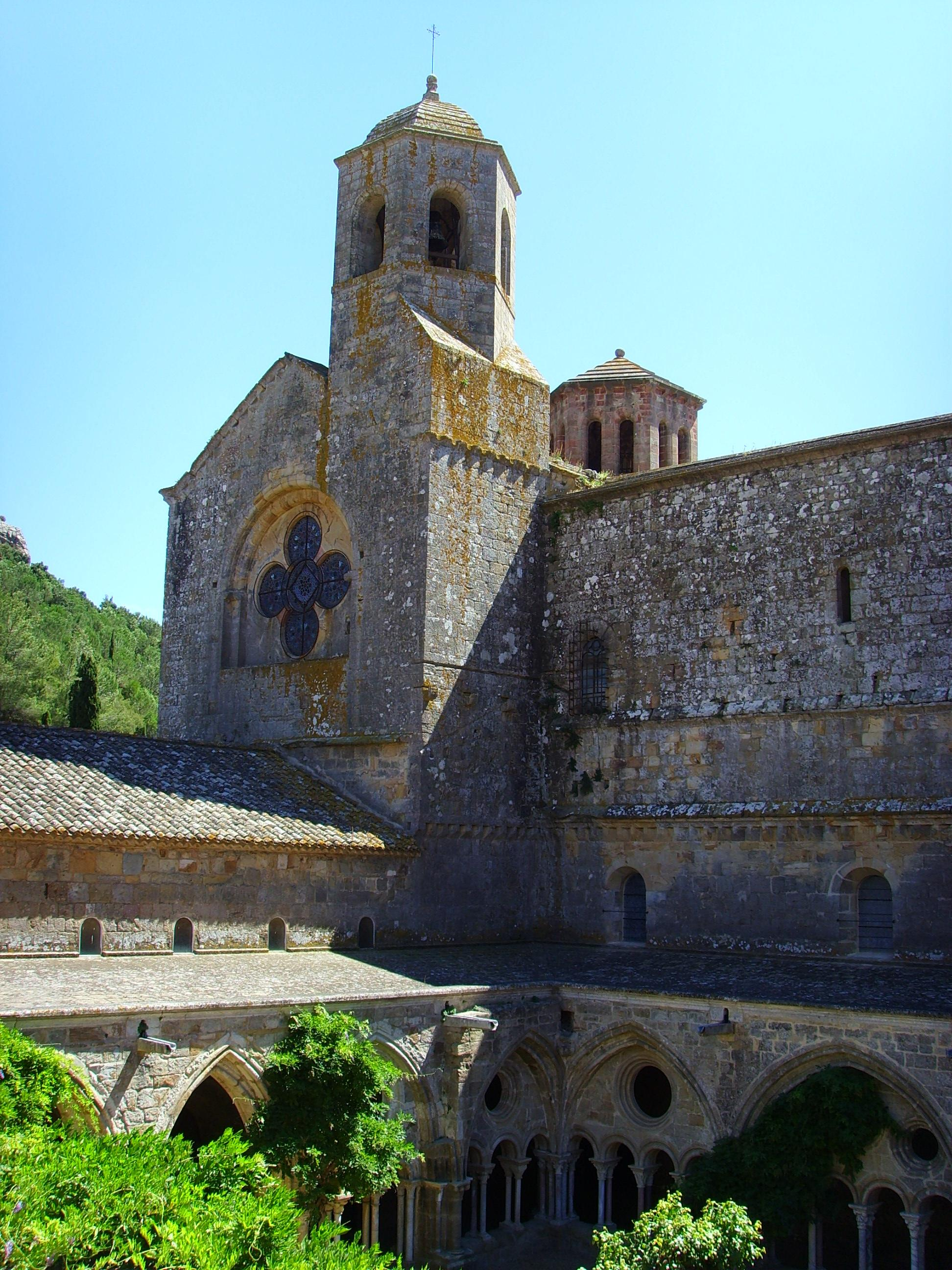
Az apátság temploma Fontfroide-ban

Annyi bizonyos, hogy családja végtelenül vallásos volt, és nagyrészt nagybátyja rábeszélésére igen fiatalon belépett a ciszterciták boulbonne-i szerzetesei közé. Itt több évnyi tanulás után átköltözött a rend Fontfroide-ban álló kolostorába, ahol addigra nagybátyját, Arnold Novellit választották meg apátnak. A rend egyik legtanultabb tagja lett, így később a párizsi egyetemre ment tanulni, ahol teológiából doktorátust szerzett. Miután nagybátyját bíborosi rangra emelték, Jacques lett a fontfroide-i kolostor apátja 1310 decemberében. Elsőként itt mutatkozott meg vezetői képessége, amelyet a szigorú szabályok szerint élő szerzetesek között kiválóan tudott kamatoztatni. 1317-ben Pamiers egyházmegye püspöke lett, majd 1327. január 26-án Mirepoix-ba helyezték át. Püspökként, főleg Pamiers-ben a kathar eretnekség ellen heves harcot folytatott, amelynek minden fontosabb megmozdulását lejegyezte a Fournier Register című alkotásban, amelyet a vatikáni könyvtár őriz mind a mai napig. 1318 és 1325 között inkvizítor, 98 perben mindössze öt halálos ítéletet hozott, ami a többi inkvizítorhoz viszonyítva nagyfokú könyörületességet mutat. Az eretnekek elleni hatékony küzdelem miatt 1327. december 18-án XXII. János pápa bíborosi rangra emelte. 

Amikor 1334. december 4-én János pápa meghalt, a nagyrészt francia bíborosokból álló konklávé mindenekelőtt azt akarta elérni, hogy olyan egyházfő kerüljön Szent Péter trónjára, aki nem fogja áthelyezni a pápai székhelyt Rómába. A tárgyalások hamar eredményre vezettek, és a bíborosok Comminges bíborosát akarták megválasztani. Azonban a kardinális hevesen tiltakozott a döntés ellen, és nem akarta elfogadni a hivatalt. A tanácstalan kollégiumnak nem volt egységes jelöltje, amikor az első titkos szavazást megkezdték. A tanács legnagyobb meglepetésére a szavazáson több mint kétharmad többséggel Jacques Fournier-t választották meg egyházfőnek. 1334. december 20-án tehát a származása és vagyona miatt esélytelennek gondolt Fournier bíboros szerezte meg az egyházfői méltóságot. A bíborosok 1335. január 8-án Avignonban koronázták meg a bíborost, aki felvette a XII. Benedek uralkodói nevet.

## Benedek néven az egyház élén
Koronázása után Benedek hamarosan vihart kavart a pápai kúriában, ugyanis kijelentette, vissza szeretné állítani az egyház római központját. A kincstárból pénzt küldött az örök városba, hogy felújítsák a Lateránt és a Szent Péter-bazilikát. Az itáliai klérusnak azonnal felragyogott a szeme, hiszen ez azt jelentette, hogy hosszú idő után a pápa ismét kivonja magát a francia uralkodó befolyása alól. De az avignoni bíborosok mindent bevetve próbálták lebeszélni a római költözködésről, amely sikerült is nekik. A pártokra szakadt, háborúkkal nyomorított Itália képét vázoló francia klérus győzelme jelezte, hogy Benedek nem tartozik az erős akaratú egyházfők közé. A pápa tehát maradt Avignonban, ahol 1339-ben megkezdte az avignoni Pápai Palota építését, amely ma is a város szívében áll. Lelkiismeretének megnyugtatására Benedek többször is jelentős pénzügyi segélyt nyújtott Itália háborúk miatt éhező népének, és a templomok helyreállítására.

### Királyok hálójában
Az egyházi karrierjének hatása Benedek minden életrajzírója szerint mély nyomokat hagyott pápai regnálásában is. Az egyszerű életmódhoz szokott szerzetes rendkívül jó ember volt. Kegyes és lelkiismeretes egyházfőként ismerhette meg a kúria, azonban hiányzott belőle az a furfang és akarat, amellyel elődjei az uralkodók között fenn tudták tartani függetlenségüket. Benedek is törekedett ugyan a francia trónra lépő VI. Fülöp király befolyása alól kikecmeregni, de minden próbálkozása hiábavalónak bizonyult. Fülöp már a Rómába való visszatérés megakadályozásában is nagy szerepet vállalt, de ami fontosabbnak bizonyult ő befolyásolta Benedek és IV. Lajos, német-római császár kapcsolatát. A Rómában kiközösített bíborosok által császárrá koronázott Lajost XXII. János kiátkozta, és a római nép által megválasztott V. Miklós ellenpápát is hasonló "kegyben" részesítette. A császár és a pápa között elmérgesedett viszonyt Benedek új alapokra akarta helyezni. 1335 júliusában Lajos követeket küldött az új egyházfőhöz, aki üdvözletét küldte Lajosnak, és a béke helyreállítását szorgalmazta. A császár persze megörült a pápai ajánlatnak, hiszen kiátkozása óta a birodalomban nem ismeri el minden herceg legitim uralkodónak. De Fülöp és a francia bíborosok már nem rajongtak annyira az ötletért. Fülöp nem akart erős szomszédot keletről, hiszen Franciaország akkoriban háború szélén állt Angliával. Így a kardinálisok ismét meggyőzték Benedeket, hogy a Lajossal való kibékülés az eretnekség és a francia udvar ellenségeinek támogatásával egyenértékű. A visszatérő német követek tehát 1337. április 11-én csak azt közvetíthették uruk felé, hogy Benedek lehetetlen kérésnek tartja Lajos feloldozását. 

A császár megsejtette Fülöp közreműködését a pápai döntés mögött, így Lajos Benedek legnagyobb bánatára, szövetséget kötött III. Edward angol királlyal Franciaország ellen. A háború a pápa szavára mit sem adó uralkodók között kitört, és hamarosan Benedek teljes megalázásához vezetett. A pápa által elutasított Lajossal ugyanis hosszas egyezkedés után VI. Fülöp kötött szövetséget. A bűnbakká tett egyházfőt Lajos nem ismerte el legitim pápának, és önkényesen intézkedett püspökök kinevezésében és egyik rokonának válásában. A semmibe vett Benedek komoly lépésre szánta el magát, de diplomáciai gyakorlatlansága miatt ez is balul ütött ki. A pápa keresztes háborút hirdetett Lajos ellen, amely alól Fülöp kimentette magát az angolok ellen vívott háború miatt, és mindennek tetejében a saját háborúinak finanszírozásához kisajátította a pápa által a keresztes hadjáratra félretett pénzt.
Nemzetközi politikájában azért némi sikert is tudott magának kovácsolni. Így levelet írt Edward királynak, amelyben figyelmeztette az ír egyházban burjánzó eretnek tanokra. Arra kérte, hogy erősítse meg birodalmában az inkvizíció intézményét, és irtsa ki főként Írországban az eretnekséget. A keleti egyházakkal is sikeresen vette fel a kapcsolatot. Tárgyalásaiban III. Andronikosz, bizánci császár ígéretet tett a két egyház újraegyesítésére. Azonban a továbbiakban a konstantinápolyi udvarral más előrelépés nem történt. A szeldzsuk törökök által körülölelt Örményországgal intenzív kapcsolatot tartott fenn, és leveleiben segített felszámolni az örmény egyház kettészakadását. Keresztes mozgalma sem maradt eredmény nélkül, ugyanis 1339-ben a Spanyolországba betörő arabok ellen sikeresen buzdította a félsziget népét.

### János pápa öröksége
A teológia doktoraként személyes ügyének érezte a korábban, XXII. János pápa idején kitört vita rendezését. A vita János egyik értekezése nyomán tört ki, amelyben a pápa úgy vélekedett, hogy haláluk után az üdvözültek nem találkoznak közvetlenül Istennel. Minderre csak a test feltámadásakor, a végítélet után kerülhet sor. A vita végleges lezárása miatt úgy határozott, hogy segítségül hívja a párizsi egyetem teológusait is, és előírta, hogy négy hónapon belül vizsgálják át a szent szövegeket János kijelentésének vizsgálatára. 1336. január 29-én Benedek kiadta Benedictus Deus kezdetű konstitúcióját, amelyben lezárta az üdvözültek vitáját. Ez alapján a pápaság hivatalos álláspontja az lett, hogy János szemlélete nem eretnek, de minden bizonnyal téves. A bűneiktől megtisztuló földi testek lelke azonnal Isten színe elé járul.
De János öröksége volt a ferencesek ellen viselt filozófiai hadakozás is. A pápai hatalmat támadó teológusokat Benedek is elítélte, és érvénytelennek valamint betiltottnak nevezte azok műveit.

### Az egyházi szervezet építője
Az egyházi szervezet alapköveit kétségtelenül az avignoni fogságban uralkodó egyházfők fektették le. Közülük is XXII. János pápa munkássága volt a legkiemelkedőbb, de utódjaként Benedek is igyekezett formálni a pápai kúria felépítését. A szerény életmódhoz szokott pápa legfőbb reformelve az igazságos szervezet kialakítása volt. Ezért a kapzsivá vált egyházi szervezet bevételi forrásait is mérsékelte, és az egyházi fegyelmet is szigorítani akarta. Már megkoronázása után pár nappal kiadta a kúria új házirendét, amelynek megsértéséért súlyos büntetéseket helyezett kilátásba a pápai hivatalnokok számára. Több kétes erkölcsű hivatalnoktól is megvált az avignoni udvarban. Eltörölte elődjei rendeletét, amelyben jutalomként egyházi méltóságokat lehetett elnyerni. Ezeket az úgynevezett in commendam kapott javakat Benedek a tisztességtelen vagyonhajhászás kútfejének nevezte. Élesen szembeszállt a több hivatalt birtoklókkal, és igen alapos vizsgálat után nevezett ki újabb főpapokat. A lassú eljárások miatt több szék is hosszú időn át üresen állt, amely egyben a pápai kincstár jövedelmeinek növekedését is jelentette, hiszen János óta a fej nélkül maradt egyházak jövedelmei a pápai kúriát illették. Az egyházi dokumentumokért elkért illetékeket méltányossági okokból csökkentette, és megtiltotta a pápai beleegyezést biztosító aláírás kiadását a legkisebb ügyekben is. Ezzel el akarta kerülni a kapzsi hivatalnokok gazdagodását. Mindezen újítások felügyeletére felállította a Registrum Litaniát. Benedek különös gonddal kezelte a szerzeterendeket, ahol igyekezett visszaállítani a hajdani rendi szabályok szigorát és vallásosságát. Az eretnek tanokkal szemben is kíméletlen harcot folytatott, azonban több krónika is megjegyzi, hogy az eretnekekkel való bánásmódja is olyan volt, mint jelleme: igazságos és kegyes. Egy viterboi krónikás azt írta róla, hogy Benedek bizony olyan, mint Melkhizédech, se anyja, se apja tán még felmenői sem. Ezeket a sorokat azért írta le a történetíró, mert Benedek gyűlölte a korábban minden pápa által természetesen kezelt nepotizmust. Mindössze egyetlen rokonát emelte bíborosi rangra, a többieket pedig még csak jövedelmező állásokhoz sem juttatta.
A kettős megítélésű Benedek pápa 1342. április 25-én halt meg Avignonban. Kiváló természete katasztrofális uralkodói érzékkel párosult, amely a pápaság hanyatlását idézte elő. Emlékét több gúnyirat is besötétíti. Egyrészt a tohonya pápa képét keltette sokakban, hiszen egyházfőként igen elhízott. Másrészt Petrarca emlékezett meg róla kemény szavakkal, amiért hagyta magát lebeszélni a Rómába költözésről.

## Művei
- Documenta Catholica Omnia (latin nyelven). (Hozzáférés: 2011. december 6.)